# Фрут-Коув (Флорида)
Фрут-Коув (англ. Fruit Cove) — переписна місцевість (CDP) в США, в окрузі Сент-Джонс штату Флорида. Населення — 32 143 особи (2020).

## Географія
Фрут-Коув розташований за координатами 30°5′49″ пн. ш. 81°37′16″ зх. д. / 30.09694° пн. ш. 81.62111° зх. д. (30.096829, -81.621051).  За даними Бюро перепису населення США в 2010 році переписна місцевість мала площу 47,86 км², з яких 41,60 км² — суходіл та 6,26 км² — водойми.

## Демографія
Згідно з переписом 2010 року, у переписній місцевості мешкали 29 362 особи в 9896 домогосподарствах у складі 8327 родин. Густота населення становила 613 осіб/км².  Було 10333 помешкання (216/км²).
Расовий склад населення:
| - 90,8 % — білих - 3,4 % — чорних або афроамериканців - 2,7 % — азіатів - 0,2 % — корінних американців |

До двох чи більше рас належало 2,0 %. Частка іспаномовних становила 5,8 % від усіх жителів.
За віковим діапазоном населення розподілялося таким чином: 30,5 % — особи молодші 18 років, 60,6 % — особи у віці 18—64 років, 8,9 % — особи у віці 65 років та старші. Медіана віку мешканця становила 39,5 року. На 100 осіб жіночої статі у переписній місцевості припадало 97,1 чоловіків;  на 100 жінок у віці від 18 років та старших — 92,6 чоловіків також старших 18 років.
Середній дохід на одне домашнє господарство  становив 126 053 долари США (медіана — 96 353), а середній дохід на одну сім'ю — 135 813 долари (медіана — 103 083). Медіана доходів становила 72 120 доларів для чоловіків та 47 360 доларів для жінок. За межею бідності перебувало 5,2 % осіб, у тому числі 7,6 % дітей у віці до 18 років та 4,2 % осіб у віці 65 років та старших.
Цивільне працевлаштоване населення становило 15 382 особи. Основні галузі зайнятості: освіта, охорона здоров'я та соціальна допомога — 21,0 %, фінанси, страхування та нерухомість — 19,4 %, науковці, спеціалісти, менеджери — 14,2 %, роздрібна торгівля — 11,3 %.